# Faye Emerson

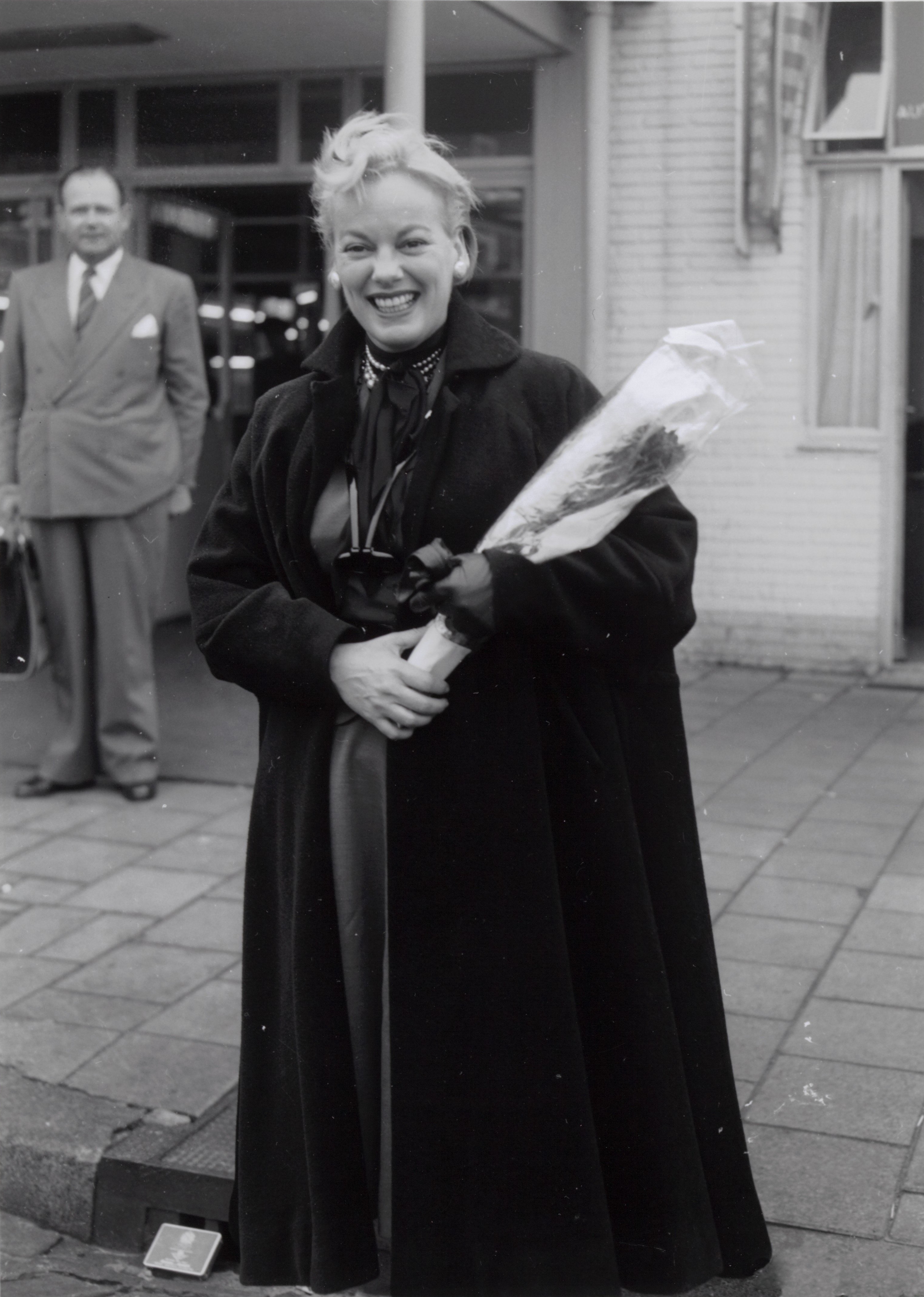
Faye Emerson (1956)

Faye Emerson (* 8. Juli 1917 in Elizabeth, Louisiana; † 9. März 1983 in Deià, Mallorca, Spanien) war eine US-amerikanische Schauspielerin.

## Leben
Emerson gab 1941 in der Liebeskomödie Der Herzensbrecher neben Merle Oberon, Dennis Morgan und Rita Hayworth ihr Filmdebüt. Es folgten Filme an der Seite von Stars wie Marlene Dietrich, Errol Flynn, Peter Lorre und Cary Grant, in denen sie oft auch die weibliche Hauptrolle spielte. 1961 zog die Schauspielerin sich ins Privatleben zurück.
Faye Emerson war in erster Ehe von 1938 bis 1942 mit dem Autohändler William Crawford verheiratet. Von 1944 bis 1950 war sie mit Elliott Roosevelt, dem Sohn von Franklin D. Roosevelt, und von 1950 bis 1957 mit dem Schauspieler Skitch Henderson verheiratet. Sie starb 1983 an Magenkrebs.

## Filmografie (Auswahl)
- 1941: Der Herzensbrecher (Affectionately Yours)
- 1941: Die Rächer von Missouri (Bad Men of Missouri)
- 1941: Herzen in Flammen (Manpower)
- 1941: Blues in the Night
- 1942: Der wilde Bill (Wild Bill Hickok Rides)
- 1942: Jukebox-Fieber (Juke Girl)
- 1943: In die japanische Sonne (Air Force)
- 1943: Das Geständnis einer Frau (The Hard Way)
- 1943: Liebeslied der Wüste (The Desert Song)
- 1943: Women at War Kurzfilm
- 1943: Bestimmung Tokio ; aka Ein gefährlicher Auftrag (Destination Tokyo)
- 1944: Auf Ehrenwort (Uncertain Glory)
- 1944: Zwischen zwei Welten (Between Two Worlds)
- 1944: Die Maske des Dimitrios (The Mask of Dimitrios)
- 1944: Hollywood Canteen
- 1945: Hotel Berlin
- 1946: Eine Lady für den Gangster (Nobody Lives Forever)
- 1950: Hotel der Verlorenen (Guilty Bystander)
- 1957: Ein Gesicht in der Menge (A Face in the Crowd)